# NGC 237
NGC 237 ist eine Balken-Spiralgalaxie mit aktivem Galaxienkern vom Hubble-Typ SBc im Sternbild Walfisch südlich der Ekliptik. Sie ist schätzungsweise 190 Millionen Lichtjahre von der Milchstraße entfernt und hat einen Durchmesser von etwa 90.000 Lj. 

Im selben Himmelsareal befindet sich u. a. die Galaxie IC 1571.
Das Objekt wurde am 27. September 1867 von dem US-amerikanischen Astronomen Truman Henry Safford entdeckt.